# Colobus polykomos
El colobo rey (Colobus polykomos), también conocido como colobo blanco y negro occidental, es una especie de primate catarrino de la familia Cercopithecidae, que habita en las tierras bajas y selvas montañosas de una región que existe entre Gambia y Costa de Marfil (África). Se alimenta principalmente las hojas, pero también de frutas y flores. Aunque es arbóreo, come principalmente en el suelo. Vive en grupos pequeños de 3 a 4 hembras y de 1 a 3 machos, además de sus crías. Estos grupos mantienen la distancia entre ellos a través de llamadas territoriales.
El colobo rey puede distinguirse de otros miembros del género Colobus por la colocación de sus marcas blancas. Tiene blanco sólo en los bigotes, el pecho y la cola, y su cola no está cubierta por un penacho final.